# Agnes Reuter
Agnes Margaretha Reuter (30 november 1928 - 13 februari 2012) was een Nederlands roeier.
Reuter was lid van de Roeivereeniging Nautilus. Ze was van 1951 tot en met 1956 Nederlands kampioen skiff. Ook ontving ze tweemaal de zilveren medaille tijdens de Europese kampioenschappen roeien.